# Наукове товариство імені Шевченка у Канаді
Наукове товариство імені Шевченка (НТШ) в Канаді — перша українська національна академія наук. Товариство створене в 1873 р. у м. Львів. У Канаді було засноване 1949 року у Торонто групою українських науковців-емігрантів переважно з Галичини, що прибули до Канади упродовж 1947—1949 рр. з таборів українських скитальців у Німеччині та Австрії.

## Витоки НТШ у Канаді. Українське коріння
Наукове товариство імені Тараса Шевченка (акронім: НТШ) створене 1873 р. у Львові. Було першою суспільно-науковою установою, створеною на ідеалах служби Україні і першою організацією, патроном якої було обрано Тараса Шевченка. В 1892 р. прийнято статут, що перетворив Товариство ім. Шевченка в багатопрофільну академію наук, яка сповідує Шевченкові ідеї служіння Україні і переймається проблемами українознавства.
Однак коло проблем на цьому не обмежується. Товариство об'єднувало і продовжує об'єднувати науковців усіх галузей науки: істориків, філологів, філософів, мистецтвознавців, бібліотекарів, фізиків, математиків, хіміків, біологів, лікарів, інженерів, економістів, юристів та інших.
Спочатку Наукове Товариство ім. Шевченка гуртувало не тільки науковців, дослідників і спеціалістів (дійсних членів), але також прихильників української науки, людей з вищою освітою готових підтримувати науку (звичайних членів).
Першим головою було обрано д-ра Корнила Сушкевича. Від 1897 до 1913 року головою Товариства був Михайло Грушевський, який перетворив Товариство у наукову установу.
Директором Філологічної секції був Іван Франко (1898—1908), а секретарем Володимир Гнатюк. Товариство мало свою друкарню, видавництво та три Музеї: Культурно-Історичний, Природничий та Українського Війська.
У 1940 р., після того, як Галичина була приєднана до Радянського Союзу, товариство було ліквідоване. У 1947 р. українські вчені, втікачі з поневоленої України, поновили діяльність товариства у Мюнхені, а коли подальша повоєнна доля розпорошила українців по різним країнам та континентам, осередки товариства виникли в США, Канаді і Австралії.

## Створення НТШ у Канаді
Наукове Товариство ім. Шевченка у Канаді було засноване 1949 року у Торонто групою українських науковців-емігрантів переважно з Галичини, що прибули до Канади упродовж 1947-49 рр. з таборів українських скитальців у Німеччині та Австрії, де вони опинилися під кінець Другої світової війни. На перших етапах членство НТШ у Канаді складалося головним чином із науковців, що отримали освіту в університетах Європи ще перед Другою світовою війною, і які здебільшого не займали посад в державних університетах чи наукових установах Канади. Вони не заробляли собі на життя науковою працею, а займалися цим виключно через почуття обов'язку перед українським народом, який знаходився під гнітом іншим країн чи був розпорошений по світу.

## Засновники і члени НТШ у Канаді
Між засновниками та першими діячами Наукового Товариства ім. Шевченка в Канаді були д-р Володимир Бриґідер, професор Львівського Університету, д-р Євген Вертипорох, хімік, професор університету в Данціґу (1926-34, нині Ґданськ), у Львівському Медичному Інституті (1942—1944) та Українській Технічно Господарській Академії в Мюнхені (1946—1947), д-р Ярослав Пастернак, відомий археолог, проф. Греко-Католицької Богословської Академії (1932-39 і 1942-44) та Львівського Державного Університету (1939—1941), д-р Іван Німчук, редактор ряду українських часописів у Львові, Німеччині та Канаді, д-р Іван Тесля, географ і педагог, професор Українського Вільного Університету в Мюнхені. Окрім науковців були ще інженер і громадський діяч: Андрій Палій, колишній Президент Маслосоюзу, найбільшого кооперативу на Галичині, та Омелян Тарнавський, колишній директор Українського Вісника у Кракові, Нового Шляху і Пластового Видавництва в Канаді.
Першим і довголітнім головою був проф. д-р Євген Вертипорох (1949—1973).
До першої Управи 17 жовтня 1949 року належали: Заступник — проф. д-р Володимир Бриґідер, Секретар — д-р Іван Тесля, Скабник — інж. Омелян Тарнавський, Бібліотекар, архівіст — д-р Ярослав Пастернак, Представник на Вінніпеґ — дир. Іван Тиктор, Представник на Едмонтон — д-р Іван Німчук, Контрольна Комісія — інж. Андій Палій (голова), д-р Юліян Ґеник-Березовський, інж. Роман Голод.
16 травня 2022 відбулись дворічні Загальні збори Наукового товариства Шевченка в Канаді. На зборах було обрано нову очільницю товариства на зміну довголітній попередній Голові — Др. Дарії Даревич. Нею стала Марта Дичок, професор Університету Західного Онтаріо. Марта Дичок спеціалізується на міжнародній політиці та історії України, Центрально-Східній Європі та Євразії, ЗМІ, міграції, посткомунізму та Другої світової війни. У листопаді 2024 наступною головою обрано Даґмару Турчин-Дувірак.

## Завдання та діяльність НТШ у Канаді
Головними завданням НТШ було:
1. Плекати українську науку в усіх ділянках людського знання, беручи до уваги ті дисципліни, що не можуть вільно розвиватися на рідних землях під гнітом окупанта.
2. Зберігати цінності української духовної, і, по можливості, матеріальної культури.
3. Репрезентувати українську науку на світовій арені.

Товариство започаткувало наукові конференції та доповіді. Перша Наукова Конференція відбулася 3 вересня 1950 року у Торонто, під час якої було виголошено 17 доповідей. Подальші щорічні Наукові Конференції відбувалися у вересні, а в місяці березні відбувалися Шевченківські Конференції. Окрім того мали місце Академічні вечори з доповідями для ширшої української громади.
Члени канадського НТШ внесли помітний вклад у скарбницю науки, зокрема у галузі українознавства, написали і видали багато цінних наукових книжок, підручників та монографій.
Серед них слід згадати Ярослава Пастернака автора книжки «Археологія України» (Торонто, 1961 р. 791 ст.), Степана Килимника, автора 5-томного видання про українські звичаї п. н. Український Рік у Народних Звичаях в Історичному Освітленні (Вінніпеґ, 1955-56 рр), Івана Теслю, автора книжки «Українське Населення Канади» (1968) та співавтора Історичного Атласу України (1980), Івана Тиктора, видавця Великої Історії України (Вінніпеґ, 1948), Історії Українського Війська (Вінніпеґ, 1953) та Історії Української Культури (Вінніпеґ, 1964) та багатьох інших. Між членами НТШ в Канаді в ті часи були і науковці-славісти неукраїнського походження, такі як проф. Ватсон Кірконел, ректор Університету Акадія в східній Канаді, і співавтор, з Костем Андрусишином, проф. Саскачеванського Університету, перекладів української поезії на англійську мову, п.н. The Ukrainian Poets (Українські Поети, Торонто,1963 р.)

## Осередки НТШ у містах Канади
З часом виникла потреба організувати Осередки НТШ в інших містах. Як наслідок у 1950 р. було створено відділ у Монтреалі, 1955 р. в Едмонтоні, 1957 року в Оттаві та 1961 року у Ванкувері.
В минулому осередки очолювали: в Едмонтоні — д-р Іван Німчук, о. д-р Василь Лаба, д-р Вол. Мацьків, проф. Богдан Боцюрків, інж. Василь Кунда, проф. Ярослав Славутич, мґр. Михайло Хом'як, проф. Богдан Медвідський, проф. Петро Ролянд; в Монтреалі — о. д-р Михайло Залеський, проф. Ярема Келебай; в Оттаві — проф. Володимир Кисілевський, д-р Іван Тесля, інж. Зенон Янковський; у Ванкувері — д-р В. Лазорко і д-р Михайло Гуцуляк.
Відділ НТШ в Монтреалі теж влаштовує публічні наукові доповіді. Для прикладу, 2003 року відбулися наступні доповіді: Нові археологічні знахідки в Батурині, д-р Болодимир Мезенцев з Торонто та Дослідницька праця Меморіалу над злочинами в Україні за часів СРСР, д-р Роман Круцик з Києва.
В Едмонтомі відділ НТШ не влаштовує регулярних доповідей.
Члени згуртовані у спеціалізованих секціях, а саме:
- історично-філософічна
- філологічна
- мистецтвознавча
- суспільних наук
- стислих і прикладних наук
- біології та медицини
- бібліографічна комісія

## Співпраця з науковими організаціями та НТШ інших країн
Діяльність НТШ в Канаді включає також співпрацю з іншими науковими організаціями, зокрема Українською Вільною Академією Наук в Канаді, Канадським Інститутом Українських Студій та Конґресом Гуманістичних і Суспільних Наук Канади (Congress of Humanities and Social Sciences of Canada).
НТШ Канади є членом Світової Ради НТШ. Зокрема, щодо організації українознавчих сесій на міжнародних конференціях, як, наприклад, конференції організованої Американською Асоціацією Поширення Слов'янських Студій (англ. American Association for the Advancement of Slavic Studies), що відбулась у Торонто 2003 р.
Від часу відновлення НТШ у Львові канадське Товариство підтримує контакт з Україною. НТШ Канади є теж членом Світової Наукової Ради при Світовому Конгресі Українців та співпрацює зі Світовою Координаційною Виховною Освітньою Радою СКУ. НТШ належить до Конгресу Українців Канади, де очолює Комісію Науки.
НТШ Канади співпрацює з НТШ інших країн, зокрема з НТШ в Америці, та зацікавлене в зміцнені співпраці з українськими, канадськими та світовими науковими установами. Проте, НТШ в Канаді є, в першу чергу, науковим товариством української громади Канади і, як таке, вважає своїм головним завданням допомогти в закріпленні українства, зокрема його мови, науки та культури, як постійної, творчої та визнаної частини канадського суспільства та держави.

## Сьогодення, актуальна діяльність НТШ у Канаді

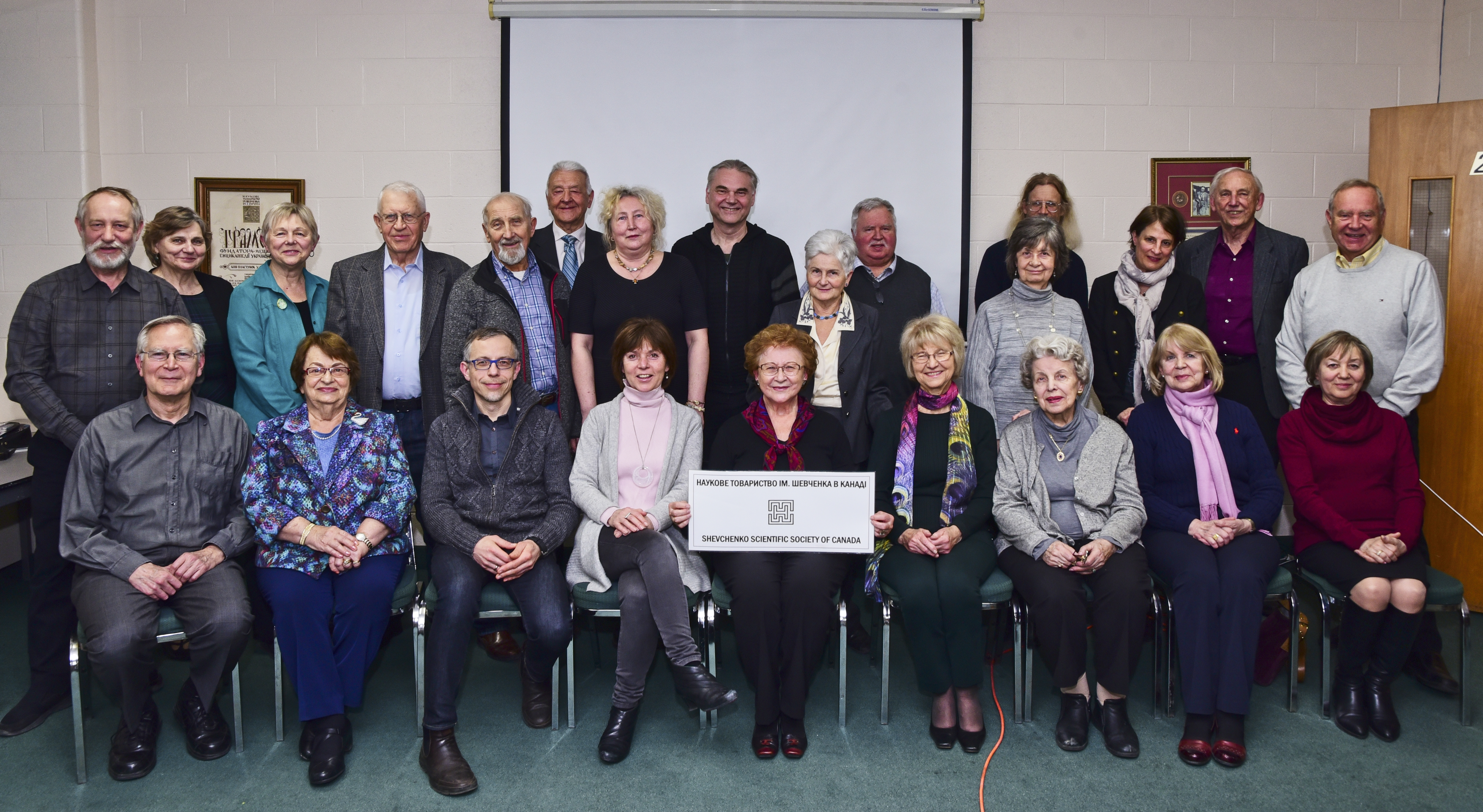
Колективне фото членів НТШ Канади 5 квітня 2019. По центру з табличкою Др. Дарія Даревич

На порозі свого 70-ліття НТШ має 230 членів, розкиданих по усій Канаді від Галіфаксу до Вікторії. Найбільше членів зосереджено у Торонто, і саме тут знаходиться Дирекція Товариства.
Осередки очолюють д-р Петро Саварин в Едмонтоні, д-р Люба Жук професор Університету МекҐілл в Монтреалі, д-р Юлія Войчишин, літературознавець в Оттаві.
Членство НТШ Канади складається з українських науковців з різних галузей науки, та осіб з вищою освітою, що цікавляться та підтримують науку та працю Товариства. Більшість членів закінчили студії в університетах Канади та Америки. Вони працюють за професією і понад 50 членів є професорами канадських університетів.
Між членами є також наукові сили, недавно прибулі з України. Тепер, як і раніше, наукова діяльність Товариства виявляється головним чином через: (1) індивідуальну наукову діяльність поодиноких членів; (2) наукові доповіді, конференції, симпозіуми і круглі столи; (3) публікації монографій і збірників; (4) співпрацю з іншими науковими інституціями та іншими організаціями НТШ.
Праці виходять не лиш українською, але частіше англійською чи іншими мовами. Для прикладу можна згадати Богдана Боцюркова, професора політології Оттавського Університету та автора книжки «The Ukrainian Greek Catholic Church and the Soviet State (1939—1950)» (Українська Греко-Католицька Церква і Совєтська Держава 1939—1959, Едмонтон, 1996), о. д-ра Петра Біланюка, професора теології та релігійних студій Торонтонського Університету, автора двотомника «Studies in Eastern Christianity» (Студії Східного Християнства, 1977 і 1982 рр.), Володимира Мацькова, передового дослідника з ділянки металургійної хімії, Василя Янішевського, професора інженерії Торонтонського Університету та автора багатьох праць про електроенергію та блискавку, Петра Політичного, професора політології Університету МакМастер в Гамільтоні, редактора понад 40-томного Літопису УПА, Данила Струка, професора української літератури Торонтонського Університету та редактора 5-томної англомовної Енциклопедії України («Encyclopedia of Ukraine», Торонто 1993 р.), д-ра Василя Веригу, автора декількох монографій з історії України, Миколу Павлюка, проф. української мови при Торонтонському Університеті та співавтора, з Іваном Робчуком, книжки Українські говори Румунії, Ореста Субтельного, професора історії Університету Йорк в Торонті та автора відомої історії України, «Ukraine, a History» (1989 р.), яка вийшла теж українською та іншими мовами, Марка Горбача, професорів фізики Університету Йорк в Торонто, авторів багатьох праць з фізики, історика Зенона Когута, директора Канадського Інституту Українських Студій (КІУС) при Альбертському Університеті в Едмонтоні, автора книжки «Російський централізм і українська автономія. Ліквідація гетьманщини 1760—1830», Радослава Жука, професора архітектури університету МакҐілл в Монтреалі, архітектора багатьох українських церков у Канаді і Америці, Дарію Даревич, професора історії мистецтва Університету Йорк, автора монографії про Мирона Левицького та редактора гасел в історії мистецтва англомовної Енциклопедії України (Encyclopedia of Ukraine), Олега Ільницького, професора літератури університету Альберти, автора книжки «Нова ґенерація» («The New Generation», 1927-30), Всеволода Ісаєва, професора соціології Торонтонського Університету і співавтора (з Юрієм Божиком і Романом Сенькусем) книжки «The Refugee Experience: Ukrainian Displaced Persons after World War II» (Досвід Скитальців: Українські Переміщені Особи після Другої світової війни), Франка Сисина, історика при КІУС та редактора англомовного перекладу Історії України Михайла Грушевського, Мирослава Шкандрія, професора літератури при Манітобськім Університеті, автора книжки «Modernists, Marxists, and the Nation: The Ukrainian Literary Discussion of the 1920s» (Модерністи, Марксисти і Нація: Українська Літературна Дискусія 1920-х Років, КІУС 1992), Андрія Кравчука, новопризначеного ректора університету в Судбурах (Sudbury) в Канаді та автора книжки «Christian Social Ethics in Ukraine, The Legacy of Andrei Sheptycky» (Християнська Соціальна Етика. Спадок Андрея Шептицького, 1997), Марти Дичок, професора політології Університвту Західнього Онтаріо, автора книжки «The Grand Alliance and Ukrainian Refugees» (Аліянти та Українські Скитальці, 2000), Максима Тарнавського, професора української літератури Торонтонського Університету, автора книжки «Between Reason and Irrationality: The Prose of Valerijan Pidmohyl'nyj» (Між Резоном та Ірраціональністю, Проза Валеріяна Підмогильного, 1995), та багато інших.

## Публікації та наукові конференції
Число книжкових видань НТШ, що включає монографії і збірники наукових праць становить понад сорок томів. Це не враховує видань НТШ Канади, як наприклад «Society in Transition. Social Change in Ukraine in Western Perspective» (Суспільство в Ході Змін. Соціальні Зміни в Україні з Перспективи Заходу, 2003), за редакцією Всеволода Ісаєва, чи видань членів НТШ виданих іншими установами, а таких є значно більше. Найновіша монографія із серії видань НТШ це праця Я. Семотюка з Торонта про військові медалі українських військ (українською і англійською мовами).
НТШ Канади влаштовує у Торонто по 8-10 публічних доповідей на наукові теми щорічно. Доповідачі — члени НТШ Канади чи інших країн, гості науковці що не є членами НТШ, в тому числі з України. Доповіді здебільшого відбуваються українською мовою. Для прикладу восени 2003 року і взимку 2004 року відбулися наступні доповіді:
- Чи відображує розбудова церковних структур в Україні духовний розвиток нації? Владика Ігор Ісіченко, Архиепископ Харківський та Полтавсьлий УАПЦ (18 вересня 2003 р.).
- Україна напередодні президентських виборів: внутрішня боротьба та зовнішні впливи, д-р Олексій Гарань, професор політології НУ «Київсько Могилянська Академія» (16 жовтня 2003 р.).
- Презентація книжки «Society in Transition: Social Change in Ukraine in Western Perpectives», за редакцією Всеволода Ісаєва та доповіді авторів у книзі, Марти Дичок, Дениса Солтиса та Всеволода Ісаєва (12 грудня 2003 р.).
- Магнетне записування даних на твердих дисках, минуле та майбутнє (Третя доповідь в пам'ять д-па Володимира Мацькова), д-р Любомир Романків, заслужений дослідник лябораторій АйБіЕм (IBM Laboratories) в Нью-Йорку (6 лютого 2004 р.).
- Християнські мотиви в сучасній українській поезії, д-р Анна-Галя Горбач з Німеччини (27 лютого 2004 р.) та Пророк і Художник — Громадянські та Політичні Аспекти Поезії Тараса Шевченка, Наталка Білоцерківець, поетеса та літературознавець з Києва.

Важливим аспектом діяльності НТШ Канади є організація чи співорганізація наукових конференцій. Серед найвизначніших можна назвати Конференцію для відзначення 1000-ліття Християнства України в 1988 р., Конференцію з нагоди 125-ліття народження Михайла Грушевського 1991 р., Міжнародну Конференцію про Проблеми розвитку України від часу незалежності у світлі західних теорій (Торонто, 5-6 XI 1999 р), Конференцію про Мову та Ідентичність в 2002 р., круглий стіл про Майбутнє Українських Студій у Канаді у травні 2002 р., та інші.
Наукове Товариство ім. Шевченка Канади та його члени беруть провідну участь в громадському житті українців Канади та української діаспори загалом. Зокрема, НТШ Канади ініціювало створення Наукової Комісії при Конґресі Українців Канади, і теперішній голова НТШ Канади, др. Дарія Даревич очолює цю Комісію. У зв'язку з цим член НТШ Канади та співробітник Канадського Інституту Українських Студій Андрій Макух, з використанням попередніх досліджень проф. Френцис Свиріпи, зібрав документацію і статистику про викладання українознавчих предметів в університетах Канади у 1980—2002 рр., та про інституції і програми вищих студій, що займаються українознавством у Канаді.